# Deafheaven
Deafheaven er et amerikansk black metal-band, som blev dannet i San Francisco i 2010. Bandet er et af pionerende grupper indenfor fusionsgenren blackgaze.

## Historie
Deafheaven blev dannet i februar 2010 af sanger George Clarke og guitarist Kerry McCoy, som begge tidligere havde været medlemmer af grindcore-bandet Rise of Caligula. Kort efter udgav de en ubetitlet demo, som blev modtaget positivt online. Det ledte duoen til at rekruttere tre yderligere medlemmer, bassist Derek Prine, guitarist Nick Bassett og trommeslager Trevor Deschryver.
Deafheaven udgav deres debutalbum i april 2011, kaldet Roads to Judah. Kort efter udgivelsen forlod de tre nye medlemmer af bandet dog gruppen. Clarke og McCoy fandt en ny trommeslager i Daniel Tracy, og de tre gik herefter i gang med bandets andet album, Sunbather, som blev udgivet i juni 2013. Albummet modtog stor anmelderros, og blev blandt andet kåret til det 6. bedste album i 2013 af Pitchfork.
Efter udgivelsen tilføjede bandet to ny medlemmer, bassist Stephen Clark og guitarist Shiv Mehra. De udgav deres tredje album New Bermuda i oktober 2015. Det blev opfulgt af Ordinary Corrupt Human Love i 2018, og senest Infinite Granite i 2021.

## Medlemmer

### Nuværende
- George Clarke – sang (2010–)
- Kerry McCoy – guitar (2010–), basguitar (2010, 2012–2013)
- Daniel Tracy – trommer (2012–)
- Shiv Mehra – guitar, støttevokal, keyboards (2013–)
- Chris Johnson – basguitar, støttevokal (2017–)

### Tidligere medlemmer
- Nick Bassett – guitar (2010–2012)
- Derek Prine – basguitar (2010–2012)
- Trevor Deschryver – trommer (2010–2011)
- Korey Severson – trommer (2011–2012)
- Stephen Clark – basguitar (2013–2017)

## Diskografi
Studiealbum
- Roads to Judah (2011)
- Sunbather (2013)
- New Bermuda (2015)
- Ordinary Corrupt Human Love (2018)
- Infinite Granite (2021)
- Lonely People with Power (2025)